# Ampelocissus
Ampelocissus är ett släkte av vinväxter. Ampelocissus ingår i familjen vinväxter.

## Dottertaxa tillAmpelocissus, i alfabetisk ordning[1]
- Ampelocissus abyssinica
- Ampelocissus acapulcensis
- Ampelocissus acetosa
- Ampelocissus aculeata
- Ampelocissus africana
- Ampelocissus amentacea
- Ampelocissus angolensis
- Ampelocissus arachnoidea
- Ampelocissus araneosa
- Ampelocissus artemisiifolia
- Ampelocissus ascendiflora
- Ampelocissus asekii
- Ampelocissus banaensis
- Ampelocissus barbata
- Ampelocissus birii
- Ampelocissus bombycina
- Ampelocissus borneensis
- Ampelocissus botryostachys
- Ampelocissus butoensis
- Ampelocissus capillaris
- Ampelocissus celebica
- Ampelocissus changensis
- Ampelocissus cinnamomea
- Ampelocissus complanata
- Ampelocissus compositifolia
- Ampelocissus concinna
- Ampelocissus debilis
- Ampelocissus dekindtiana
- Ampelocissus dichothrix
- Ampelocissus dissecta
- Ampelocissus divaricata
- Ampelocissus dolichobotrys
- Ampelocissus edulis
- Ampelocissus elegans
- Ampelocissus elephantina
- Ampelocissus erdvendbergiana
- Ampelocissus filipes
- Ampelocissus floccosus
- Ampelocissus frutescens
- Ampelocissus gardineri
- Ampelocissus gracilipes
- Ampelocissus gracilis
- Ampelocissus harmandii
- Ampelocissus helferi
- Ampelocissus heyneana
- Ampelocissus hoabinhensis
- Ampelocissus humulifolia
- Ampelocissus imperialis
- Ampelocissus indica
- Ampelocissus iomalla
- Ampelocissus jacquemontii
- Ampelocissus javalensis
- Ampelocissus korthalsii
- Ampelocissus latifolia
- Ampelocissus leonensis
- Ampelocissus leptotricha
- Ampelocissus macrocirrha
- Ampelocissus madulidii
- Ampelocissus martinii
- Ampelocissus mesoamericana
- Ampelocissus mottleyi
- Ampelocissus muelleriana
- Ampelocissus multifoliola
- Ampelocissus multiloba
- Ampelocissus multistriata
- Ampelocissus nitida
- Ampelocissus obtusata
- Ampelocissus ochracea
- Ampelocissus pauciflora
- Ampelocissus pedicellata
- Ampelocissus phoenicantha
- Ampelocissus poggei
- Ampelocissus polystachya
- Ampelocissus polythyrsa
- Ampelocissus pterisanthella
- Ampelocissus racemifera
- Ampelocissus robinsonii
- Ampelocissus rubiginosa
- Ampelocissus rubriflora
- Ampelocissus rugosa
- Ampelocissus rupicola
- Ampelocissus sapinii
- Ampelocissus sarcocephala
- Ampelocissus schimperiana
- Ampelocissus sikkimensis
- Ampelocissus tenuis
- Ampelocissus thyrsiflora
- Ampelocissus tomentosa
- Ampelocissus trichoclada
- Ampelocissus verschuerenii
- Ampelocissus wightiana
- Ampelocissus winkleri
- Ampelocissus xizangensis